# Agapanthia cynarae
Agapanthia cynarae — вид жесткокрылых из семейства усачей.

## Распространение
Распространён в Южной и Центральной Европе, а также на юго-востоке Европы.

## Описание
Жук длиной от 14 до 23 мм. Время лёта с мая по июнь.

## Развитие
Жизненный цикл вида длится год. Кормовыми растениями являются разные виды травяных растений.

## Подвиды
- Agapanthia cynarae cynarae (Germar, 1817) — кормовое растение главным образом Carduus pycnocephalu
- Agapanthia cynarae michaeli Sláma, 1987 — распространён на Крите.